# Storøya (Gamvik)
Storøya (Noord-Samisch: Lákkosuolo)  is een onbewoond eiland in de provincie Finnmark in het noorden van Noorwegen. Het eiland is deel van de gemeente Gamvik en ligt in de Langfjord.